# 淺井井規
 淺井井規（あざい いのり，？—1573年（天正元年））戰國時代武將。淺井氏家臣。通稱七郎。是淺井井伴之子。

## 生平
元龜2年（1571年）5月時，淺井井規作為大將率領5千兵馬進攻叛將堀秀村的鎌刃城，結果鄰近的橫山城城將木下藤吉郎率百騎祕密出城，沿山路進入箕浦跟城將堀秀村、樋口直房合流，織田軍以5.6百人跟5千淺井軍對峙，並主動充淺井井規軍，淺井軍潰退，折損數十人後返回小谷城。（箕浦之戰）
元龜3年（1572年），當年1月時，趁著木下藤吉郎為祝賀織田信孝元服而離開橫山城時，淺井井規領兵進攻橫山城，結果又被木下藤吉郎跟竹中重治擊敗（橫山城之戰）。後在虎御前山之戰中，淺井井規做為淺井軍大將再度進攻木下藤吉郎所鎮守的虎御前山砦，結果再度被擊敗。
天正元年（1573年）7月，織田信長大舉進攻小谷城，雲雀山城的淺見景親表態投降織田家，淺井長政率淺井井規跟赤尾清綱試圖攻打雲雀山城，但因為丹羽長秀跟瀧川一益協防而不果。織田信長消滅朝倉家後，在8月27日回師屯於虎御前山再度進攻小谷城，織田家臣木下藤吉郎拿下城中的京極丸後，淺井井規跟大野木秀俊、三田村國定表態投降織田家，但淺井井規等人在戰後被織田信長認為對主不忠，全部誅殺